# Image hosting
L'image hosting (in italiano: archiviazione di immagini) è una particolare tipologia di file hosting dedicato alla categoria delle immagini (file di tipo JPG, JPEG, BMP, ICO, GIF, PNG, e così via).

## I potenziali utenti
Questo servizio è orientato al supporto web verso coloro che desiderano eseguire il caricamento di immagini di vario genere su un server web per un certo periodo di tempo e visualizzare le stesse in vari contesti mediante un semplice link inserito nell'apposito tag img HTML.

## Caratteristiche
Generalmente questo servizio viene messo a disposizione in maniera più o meno gratuita da piattaforme web che vogliono improntare il loro business sulle masse e sugli introiti dei circuiti banner (in particolar modo dei banner di tipo pay per view) o dei servizi premium.
Tramite una pagina web questi servizi permettono agli utenti di selezionare una o più immagini (dipende dalla struttura del sito) tramite un form e di inviare il tutto al server centrale mediante un semplice click.

## Problematiche
Come tutte le cose, anche la realizzazione di portali di hosting (nello specifico, di image hosting), comporta alcune problematiche. Le maggiori problematiche che si possono riscontrare sono:
- univocità degli elementi (ogni elemento ha un nome differente da un altro, non possono esistere due immagini con lo stesso nome)
- peso controllato (per evitare sovraccarichi del server)
- controllo costante (eliminare i file vecchi ogni tot periodo)
- verifica delle immagini (pornografia, pedofilia e così via)
- tracciabilità degli utenti (per ragioni di sicurezza è necessario registrare ogni IP che carica immagini sul server)

## Image hosting e business
Una piattaforma che si occupa di image hosting necessita di alcune strutture server e software in grado di supportare uno sforzo di elaborazione tale da poter reggere molteplici utenze contemporaneamente. Tutto ciò non viene mai concesso in maniera gratuita e tutto ha un prezzo, ma per andare incontro alle spese le società o i gestori dei portali di image hosting (e hosting in generale) prendono alcuni accorgimenti tecnici talvolta scontati, ma che in linea generale permettono il sostentamento e talvolta il guadagno in termini economici. Come è possibile? Semplice, basta adottare alcuni circuiti banner all'interno delle pagine web (circuiti pay per view, ogni tot visite ci sono tot ricavi) e/o supportare servizi premium in cambio di somme di denaro.
Come si può intuire facilmente, i servizi premium, per quanto affascinanti possano essere, non possono garantire un granché in termini di privilegi; al massimo i servizi premium possono garantire un limite di peso sulle immagini più elastico rispetto agli utenti classici o ancora la possibilità di multi-caricamenti o di una vita più duratura delle immagini sui server o ancora la possibilità di creare gallerie fotografiche. Accostando questi piccoli accorgimenti economici a un servizio ben avviato, con una certa utenza è ben facile immaginare i ricavi che si possono ottenere.

## Alcuni esempi
- ImageHostia.com
- Firepload.net
- HostingFiles
- ImageShack
- IoUppo
- ImageHosting
- Snimki.biz
- Olaolaonline.net
- Tinypic
- Uptiki
- US Hosting
- Megapicload.eu
- Image.co.nf